# Chropyně (nádraží)
Chropyně je železniční stanice v severní části stejnojmenného města v okrese Kroměříž v Zlínském kraji nedaleko řeky Malá Bečva. Leží na jednokolejné elektrizované trati Brno–Přerov (3 kV DC)

## Historie
Stanice byla vybudována jakožto součást Moravsko-slezské severní dráhy (sesterská společnost Severní dráhy císaře Ferdinanda KFNB) spojující Brno a Přerov, kde se trať napojovala na existující železnici do Ostravy a Krakova. Autorem typizované podoby rozsáhlé stanice byl architekt Theodor Hoffmann. Pravidelný provoz mezi Brnem a Přerovem byl zahájen 30. srpna 1869. Po zestátnění KFNB včetně Moravsko-slezské zemské dráhy k 1. lednu 1906 pak obsluhovala stanici jedna společnost, Císařsko-královské státní dráhy (kkStB), po roce 1918 pak správu přebraly Československé státní dráhy.
Elektrizace trati byla provedena v letech 1994–1996.

## Popis
Nachází se zde tři jednostranná nekrytá nástupiště, k příchodu k vlakům slouží přechody přes koleje. V dlouhodobém horizontu je počítáno s modernizací trati na rychlost až 200 km/h jakožto součást vysokorychlostního železničního koridoru Praha – Brno – Ostrava, jeho plánované dokončení se předpokládá okolo roku 2040.